# Alexis Vila
Alexis Vila, född den 12 mars 1971 i Villa Clara, Kuba, är en kubansk brottare som tog OS-brons i lätt flugviktsbrottning i fristilsklassen 1996 i Atlanta.